# Trzęsienie ziemi w Kalabrii (1905)
Trzęsienie ziemi w Kalabrii w 1905 które pochłonęło od 557 do 5000 ofiar.
W dniu 8 września 1905 roku w Kalabrii we Włoszech doszło do trzęsienia ziemi o sile pomiędzy 6,7–6,8 stopni w skali Richtera. Co najmniej 14 000 domów zostało uszkodzonych. Wstrząsy były odczuwalne na wyspie Lipari. W Kalabrii na skutek trzęsienia ziemi 25 wiosek zostało zniszczonych. Zginęło od 557 do 5000 osób.